# HD 167387
HD 167387，又名BD+60 1813，SAO 17803、HR 6827，是一颗恒星，视星等为6.49，位于銀經89.43，銀緯28.26，其B1900.0坐标为赤經18h 9m 54.8s，赤緯+60° 28.26′ 2″。